# Jussi Kursula
Jussi Kursula (* 9. März 2000) ist ein deutscher Unihockeyspieler, der beim Bundesligisten ETV Piranhhas unter Vertrag steht. Er spielt auf der Position des Goalies.

## Karriere
Kursula spielte in den Jugendmannschaften der ETV Pirannhas Hamburg. Mit der U17-Mannschaft nahm er an der Deutschen Meisterschaft 2016 teil. Er war zudem Teil des U17-Nordauswahl-Kaders bei der Sommertrophy 2017.
Nach dem Abgang des ETV-Stammtorhüters Mike Dietz rückte Kursula 2019 auf dessen Position im Bundesliga-Kader. Mit der U19-Nationalmannschaft qualifizierte sich Kursula für die Weltmeisterschaft 2019 in Halifax.
2022 debütierte Kursula im Weltmeisterschaft-Spiel gegen Schweden in der deutschen Nationalmannschaft.